# اصطناع أوريش للهيدانتوين
اصطناع أوريش للهيدانتوين هو تفاعل كيميائي للأحماض الأمينية مع سيانات البوتاسيوم و حمض الهيدروكلوريك ليعطي هيدانتوين.